# 합의제
합의제(合議制)는 법원이 제소된 사건을 재판할 경우 2인 이상의 법관으로 구성된 합의부에 의하여 재판하는 제도를 말한다. 합의제는 재판의 공정성을 꾀할 수 있다는 장점이 있으나, 재판의 신속을 도모하기 어렵다는 단점이 있다. 대법원과 고등법원, 특허법원, 행정법원은 항상 합의제이다. 지방법원, 가정법원, 지방법원지원, 지방법원 소년부 지원, 가정법원 지원 및 시 · 군법원은 단독제와 합의제를 병용하고 있으나, 원칙적으로는 단독제를 적용하고 있다. 합의제는 대법관 3인 이상으로 구성된다. 합의제에서 중요한 것은 법관의 과반수의 의견으로 결정하지만 그 밖의 것은 구성원에게 재판장 또는 수명법관이라는 자격을 인정하여 어느 정도 단독활동의 여지를 남기고 있다.

## 같이 보기
- 단독제